# Циклотрон
Циклотронът е цикличен ускорител на частици, в който частиците се движат в постоянно хомогенно магнитно поле, а за ускорението им се прилага високочестотно електрично поле с постоянна честота. Циклотронът работи с нерелативистки тежки заредени частици (протони, йони). Циклотронът е първият цикличен ускорител. За първи път е разработен и построен през 1931 г. от Ърнест Лорънс, за което е удостоен с Нобелова награда за физика за 1939 г. И до днес циклотроните се прилагат за ускорение на тежки частици до сравнително неголеми енергии – до 50 MeV/нуклон.

## Принцип на действие
Идеята на циклотрона е проста. Между два кухи електрода с полукръгла форма (наречени дуанти) се прилага променливо електрическо напрежение. Дуантите са разположени във вакуумна камера между полюсите на силен електромагнит, който създава постоянно магнитно поле. Частиците се намират в камера в центъра (инжектор) и се насочват по окръжност в магнитното поле, като при всеки оборот се ускоряват при преминаването през процепа между дуантите от електрическото поле. За да се получи това, е необходимо честотата на изменение на полярността на напрежението на дуантите да е равна на кръговата честота на частицата. С други думи, циклотронът е един резонансен ускорител. С увеличението на енергията на частиците при всеки оборот, радиусът (циклотронен радиус) на траекторията им ще се увеличава, превръщайки се в плоска спирала. При последното завъртане по спиралата се прилага допълнително отклоняващо поле и снопът частици се извежда от пределите на дуантите.
Недостатък на циклотрона е това, че в него не могат да се постигнат големи енергии на частиците, тъй като при високи скорости започва да се проявява релативистката зависимост на периода на завъртане от скоростта на частиците. С увеличението на скоростта този период расте и затова при всяко поредно попадане в ускоряващия процеп частиците започват все повече да закъсняват, докато в един момент приложеното поле започва дори да ги спира. Затова за получаване на частици с високи енергии се използват други, по-сложните ускорители, например синхротрони и синхрофазотрони.
Условието за синхронизация (периодът на постоянното напрежение, приложено към дуантите) е:
{\displaystyle T={\frac {2\cdot \pi \cdot m}{q\cdot B}}}

## Известни циклотрони
Първият циклотрон е бил построен през 1930 г. от американските физици Ърнест Лорънс и Стенли Ливингстън. Диаметърът му е бил 25 cm; енергията на частиците при експериментите достигали до 1 MeV.
През 1931 г. същите учени построяват втори циклотрон с диаметър 69 cm (27 дюйма). Той бил използван активно в експерименти по изследване на ядрени реакции и изкуствена радиоактивност.
Построяването на първия за Европа циклотрон става в Радиевия институт (Ленинград) в периода 1932 – 1937 г. По проекта са работили Джордж Гамов (който впоследствие емигрира в САЩ), Игор Курчатов и Л. В. Мысовский. В работата са взели непосредствено участие и сътрудници на физическата секция под ръководството на В. Г. Хлопин.